# 湯ヶ島温泉
湯ヶ島温泉（ゆがしまおんせん）は、伊豆半島のほぼ中央、静岡県伊豆市湯ケ島の天城山中にある温泉。

## 泉質
- 含芒硝石膏泉・重炭酸土類泉
  - 源泉温度 45 - 50°C

### 効能
- 慢性消化器病・リューマチ・神経痛・冷え性・筋肉痛・関節痛

※ 効能は万人にその効果を保障するものではない。

## 温泉街
狩野川（かのがわ）や、支流の猫越川周辺に旅館が並び共同浴場もある。

## 歴史
歴史の古い温泉で、江戸時代にはこの地に金が出て、一時は遊廓ができたほど金山で賑わった。明治以後も多くの文人が訪れ、川端康成が『伊豆の踊子』を執筆したのは旅館「湯本館」である。その部屋は今でも残されている。川端康成はこの地を愛し、長逗留して執筆活動を行った。『伊豆の踊子』は1922年（大正11年）に湯本館で書かれた、「湯ヶ島の思い出」という107枚の草稿から、踊り子の思い出の部分だけを、川端26歳の1926年（大正15年）に書き直したものである。川端は踊子と旅をした翌年、神経痛を患い湯本館で療養している。その後、1927年（昭和2年）までの10年間、湯ヶ島へ行かない年はなかったほど通った。「文藝時代」には東京に定まった家も宿もなく、湯本館で暮らす方が多く、川端にとって第2の故郷となっていた。
湯本館の主人は大本の信者であったが、1922年（大正11年）頃に大本の出口王仁三郎が湯元館に滞在し、小山から一条の湯気が立ち上るのを湯本館から見た。王仁三郎は「金が出るのだ。神のお告げだ」と言ったことから、綾部から信者が駆け付け、山の採掘を始めた。1924年4月には40-50人もの信者が小さい山村に滞在したが、結局金は出なかった。川端康成は、王仁三郎とは会っていないが、2代目教祖出口澄子とその娘出口直日が湯本舘を訪れた際にはその姿を目撃し、澄子について「不格好にだぶだぶ太ったからだだ。貧しい髪をちょこんと結び、下品な顔をして、田舎の駄菓子屋の婆さんのようだ。湯から上がると縁側に太い足を投げ出して、煙管で煙草を吸っていた。これが、とにかく一宗の教祖だというのだから不思議な気がした。三代さんは二十前後の娘だが、少しも色気がなく疲れている」と記している。
梶井基次郎も転地療養で湯ヶ島温泉に滞在し、川端とも交流した。梶井基次郎はこの地での体験を、『筧の話』『蒼穹』『冬の蠅』『櫻の樹の下には』『闇の絵巻』『交尾』に書いた。
井上靖の『しろばんば』、若山牧水の『山桜の歌』などの舞台となったことでも知られる。

## アクセス
- 鉄道 : 伊豆箱根鉄道駿豆線修善寺駅から東海バス（伊豆市自主運行バス路線を含む）C55・C56・C58・C59湯ヶ島線にて約30分。
- 自家用車：東名高速道路沼津インターチェンジから国道136号・国道414号経由。